# Forêt ancienne de Saint-Camille-de-Lellis
La forêt ancienne de Saint-Camille-de-Lellis est un écosystème forestier exceptionnel du Québec (Canada) située dans le sud des municipalités de Saint-Camille-de-Lellis et de Saint-Just-de-Bretenières. 
Cette forêt de 248 hectares désignée en 2002 a pour mission de protéger une pessière à épinette rouge n'ayant subi aucune perturbation majeure. Le territoire de la forêt ancienne est en fait composé de cinq territoires distincts, trois se situant à Saint-Camille-de-Lellis et deux à Saint-Just-de-Bretenières.

## Toponymie
La forêt ancienne de Saint-Camille-de-Lellis reprends le toponyme de la municipalité où se trouve la plus grande partie de son territoire. La municipalité tire elle-même son nom du curé fondateur de la paroisse, l'abbé Camille-Stanislas Brochu.

## Flore
La presque totalité du couvert forestier est composée d'épinette noire et d'épinette rouge, cette dernière espèce étant dominante. Le sapin baumier ainsi que quelques pins blancs se trouvent dans les secteurs moins humides, tandis que le thuya occidental et le mélèze laricin se retrouvent dans les secteurs plus humides.
Le sous-bois est relativement pauvre, les deux espèces dominantes sont le kalmia à feuilles étroites et le némopanthe mucroné.